# Paul Anastas
Paul T. Anastas  (Quincy, Massachusetts, 16 de maio de 1962) é um inventor e empresário estadunidense, diretor do Center for Green Chemistry and Green Engineering da Universidade Yale.  Foi conselheiro científico da Agência de Proteção Ambiental dos Estados Unidos e também Agency's Assistant Administrator for Research and Development, apontado pelo Presidente Barack Obama.

## Carreira
Anastas é conhecido amplamente como "Pai da Química Verde".

## Notícias na imprensa

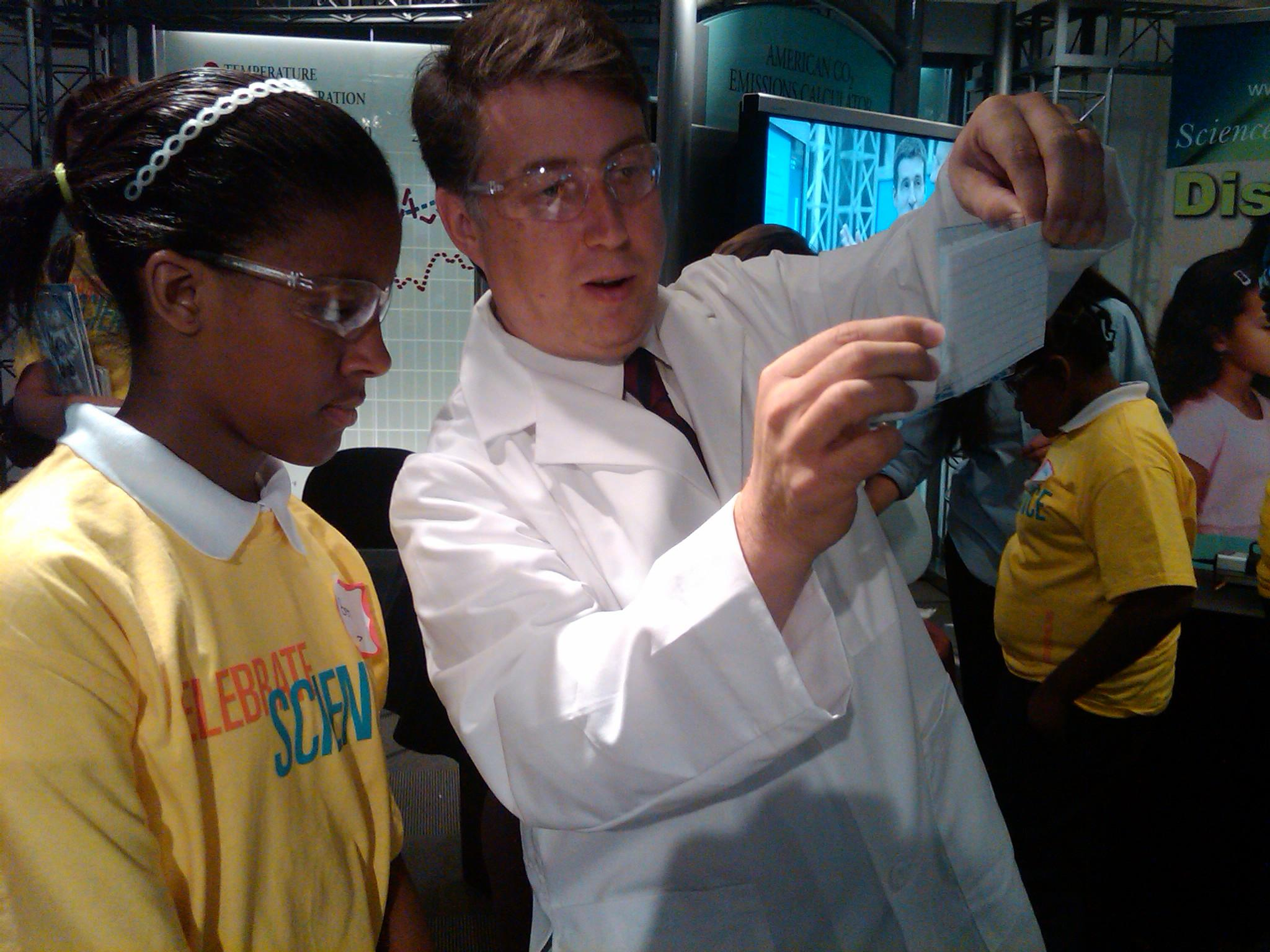
Paul Anastas instruindo uma estudante no Koshland Science Museum. Washington DC, 2010

Anastas e seu trabalho foram tema de reportagens em diversos meios populares, incluindo:
- The New York Times: Green Chemistry Guru Charting New Course at EPA[6]
- WHYY Radio Times: Paul T. Anastas the Father of Green Chemistry[7]
- Nature: Chemistry: It's Not Easy Being Green[8]
- Yale Scientific Magazine: Paul Anastas: A Power Player in the Global Chemical Industry[9]
- Living on Earth: Sustainable Science at EPA[10]
- Market Place: EPA Scientist Advocates Green Chemistry[11]
- Chemical & Engineering News: Mr. Sustainability Goes to Washington[12]

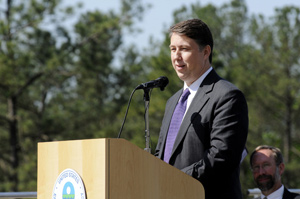
Paul Anastas palestrando no Earth Day. Abril, 2010

## Prêmios e condecorações
- 2015: Emanuel Merck Lectureship[13]